# Dekompresja (technika)
Dekompresja (dehermetyzacja) – wynik celowego (przy pomocy zaworów, śluz) lub losowego (wypadek, awaria) obniżenia ciśnienia w zamkniętej przestrzeni takiej jak cylinder silnika spalinowego, kabina ciśnieniowa samolotu, statku kosmicznego, okrętu podwodnego lub skafander kosmonauty czy nurka.
Dekompresja może zachodzić przewlekle (spadek ciśnienia następuje stopniowo) albo nagle eksplozyjnie (gwałtowny spadek ciśnienia). Objawami dekompresji atmosfery, w której przebywa człowiek, są: niedotlenienie, osłabienie, senność, zawroty głowy, nudności, zaburzenia krążenia, a w końcu zapaść. Przy nagłej dekompresji może dojść do wydzielania się pęcherzyków gazów z płynów ustrojowych i rozrywanie pęcherzyków płucnych.